# Championnats du monde de pentathlon moderne 1955
Navigation
Édition précédente Édition suivante
Les Championnats du monde de pentathlon moderne 1955 se sont tenus à Macolin, en Suisse.

## Podiums

### Hommes
| Épreuves    | Or                                                   | Argent                                                              | Bronze                                              |
| ----------- | ---------------------------------------------------- | ------------------------------------------------------------------- | --------------------------------------------------- |
| Individuel  | Union soviétique Konstantin Salnikov                 | Finlande Olavi Mannonen                                             | Hongrie Aladár Kovácsi                              |
| Par équipes | Hongrie István Szondy Aladár Kovácsi Géza Ferdinándy | Union soviétique Igor Novikov Pavel Rakityansky Konstantin Salnikov | Suisse Hansueli Glogg Erhard Minder Werner Vetterli |